# Lake Revelstoke
Lake Revelstoke är en reservoar i Kanada.   Den ligger i provinsen British Columbia, i den centrala delen av landet, 3 200 km väster om huvudstaden Ottawa. Lake Revelstoke ligger 741 meter över havet.
I omgivningarna runt Lake Revelstoke växer i huvudsak barrskog. Trakten runt Lake Revelstoke är nära nog obefolkad, med mindre än två invånare per kvadratkilometer.